# 銚子の滝
銚子の滝（ちょうしのたき）は、愛媛県新居浜市にある滝である。

## 概要
市南西部の大生院から隣接する西条市にかけて流れる渦井川の上流にある。水量の多い一筋の太い滝で落差約30ｍあり、滝壺は池のように大きい。
滝口にある大きな岩が銚子の口のように見えることが名称の由来と言われている。
1978年（昭和53年）4月6日に新居浜市の名勝に指定された。

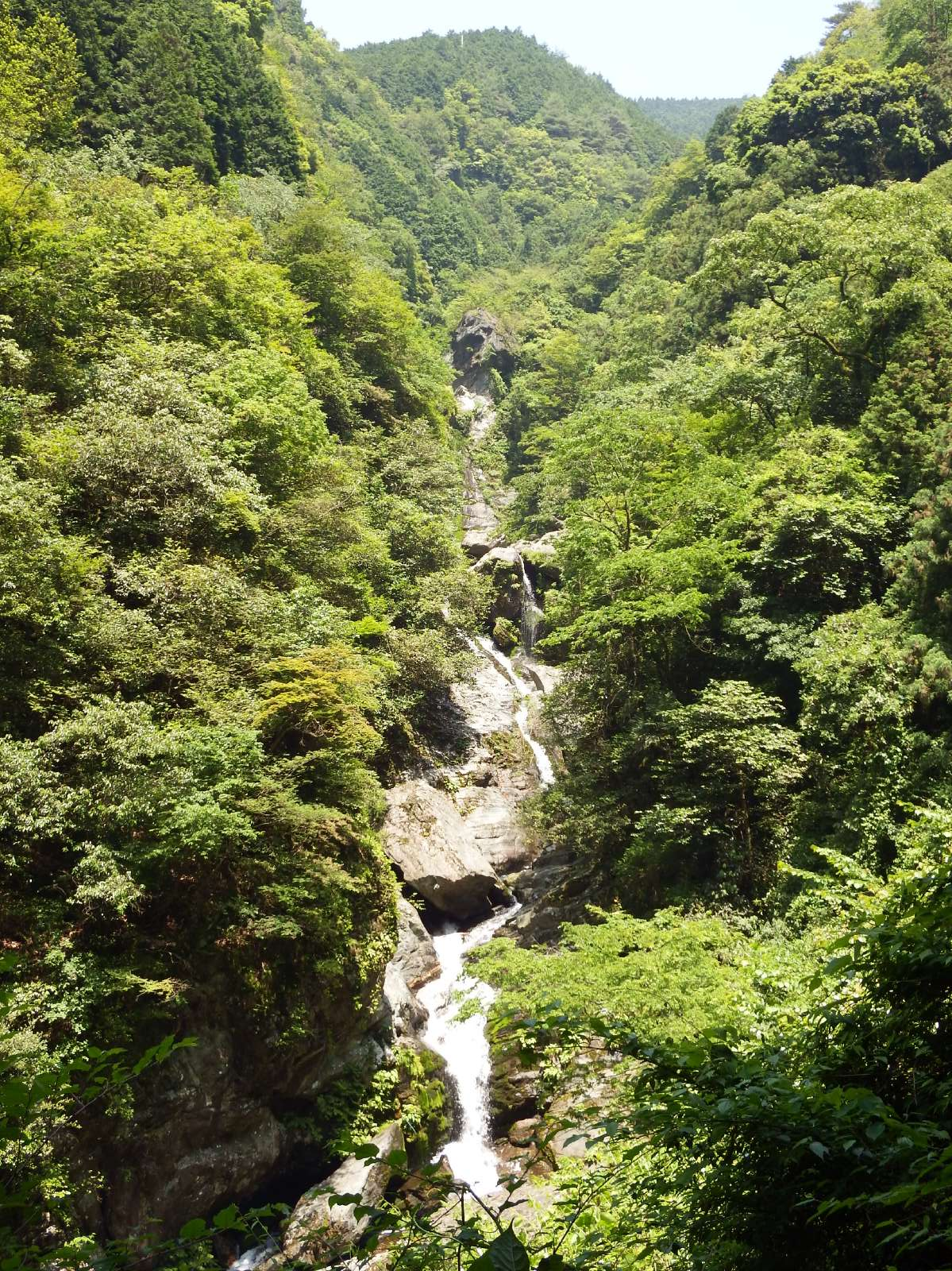
下流にも幾つかの滝が